# بنجامين بينتو بول
بنجامين بينتو بول (بالبرتغالية: Benjamim Pinto Bull‏) هو سياسي برتغالي، ولد في 1916، وتوفي في 25 يناير 2005.